# NGC 5208
NGC 5208 est une vaste galaxie lenticulaire située dans la constellation de la Vierge. Sa vitesse par rapport au fond diffus cosmologique est de 7 094 ± 21 km/s, ce qui correspond à une distance de Hubble de 104,6 ± 7,3 Mpc (∼341 millions d'al). NGC 5208 a été découverte par l'astronome germano-britannique William Herschel  en 1784.
NGC 5208 une galaxie active (AGN). Selon la base de données Simbad, NGC 5208 est une galaxie LINER, c'est-à-dire une galaxie dont le noyau présente un spectre d'émission caractérisé par de larges raies d'atomes faiblement ionisés.
Selon Abraham Mahtessian, NGC 5208 et NGC 5210 forment une paire de galaxies.